# Ramon Pascal Lundqvist
Ramon Pascal Lundqvist (Algutsrum, 10 maggio 1997) è un calciatore svedese, centrocampista dell'IFK Göteborg.

## Caratteristiche tecniche
È un trequartista.

## Carriera

### Club
Cresciuto nel settore giovanile del PSV, ha esordito in prima squadra il 10 settembre 2016 disputando l'incontro di Eredivisie vinto 4-0 contro il N.E.C..
Il 17 gennaio 2019 è stato ceduto a titolo definitivo al NAC Breda. Dopo 17 presenze di campionato il 7 giugno si è trasferito al Groningen per 150.000 euro e ha firmato un contratto quadriennale.
Il 7 marzo 2023 è stato ufficializzato il suo passaggio ai norvegesi del Sarpsborg 08, a cui si è legato con un contratto annuale.
Il 5 gennaio 2024 ha firmato un accordo valido per i successivi due anni e mezzo con i turchi del Göztepe, militanti nella seconda serie nazionale. Ha segnato quattro reti in sedici gare di campionato.
Pochi mesi più tardi, il 7 agosto 2024, l'IFK Göteborg ha comunicato ufficialmente l'acquisto del giocatore con un contratto di tre anni e mezzo. In quel momento la squadra occupava il quartultimo posto nell'Allsvenskan 2024 dopo diciassette giornate, ma ha poi finito per salvarsi.

### Nazionale
Ha giocato nelle nazionali giovanili svedesi Under-17 ed Under-19.

## Palmarès

### Club

#### Competizioni nazionali
- Coppa di Grecia: 1

Panathīnaïkos: 2021-2022